# Acanthurus nigrofuscus
Acanthurus nigrofuscus là một loài cá biển thuộc chi Acanthurus trong họ Cá đuôi gai. Loài cá này được mô tả lần đầu tiên vào năm 1775.

## Từ nguyên
Từ định danh nigrofuscus trong tiếng Latinh có nghĩa là "đen sẫm" (nigro: "đen" và fuscus: "sẫm màu"), hàm ý đề cập đến màu nâu đen của loài cá này (thực ra là màu nâu tía hoặc nâu xanh lam khi chúng còn sống).

## Phạm vi phân bố và môi trường sống
Từ Biển Đỏ dọc theo vùng bờ biển Đông Phi, A. nigrofuscus được phân bố trải dài về phía đông đến quần đảo Pitcairn, băng qua phần lớn những vùng biển thuộc khu vực Ấn Độ Dương - Thái Bình Dương, ngược lên phía bắc đến vùng biển phía nam Nhật Bản và quần đảo Hawaii, xa nhất ở phạm vi phía nam là đến bờ đông Úc (gồm cả các đảo Lord Howe và đảo Norfolk), cũng như đảo Rapa Iti (Polynésie thuộc Pháp).
Ở Việt Nam, A. nigrofuscus được ghi nhận tại cù lao Chàm (Quảng Nam), đảo Lý Sơn (Quảng Ngãi), vịnh Nha Trang (Khánh Hòa), Ninh Thuận, cù lao Câu và ngoài khơi Bình Thuận, Côn Đảo cũng như tại quần đảo Hoàng Sa và quần đảo Trường Sa.
A. nigrofuscus sống tập trung trên các rạn san hô viền bờ và trong đầm phá ở độ sâu đến ít nhất là 25 m.

## Mô tả
Chiều dài cơ thể tối đa được ghi nhận ở A. nigrofuscus là 21 cm, nhưng thường thấy với kích thước phổ biến là 25 cm. Loài cá này có một ngạnh sắc chĩa ra ở mỗi bên cuống đuôi.
Cơ thể hình bầu dục thuôn dài, màu nâu sẫm đến nâu tím, có những sọc ngang gợn sóng màu lam nhạt ở hai bên thân. Đầu và ngực chi chít những đốm cam. Vây lưng và vây hậu môn có dải viền màu xanh óng ở rìa. Vây đuôi lõm sâu, hình lưỡi liềm. Có hai đốm đen lớn ở gốc sau của vây lưng và vây hậu môn (tiếp giáp với cuống đuôi). Hai đốm này giúp phân biệt A. nigrofuscus với Ctenochaetus striatus.
Số gai ở vây lưng: 9; Số tia vây ở vây lưng: 24–27; Số gai ở vây hậu môn: 3; Số tia vây ở vây hậu môn: 22–24; Số tia vây ở vây ngực: 16–17; Số gai ở vây bụng: 1; Số tia vây ở vây bụng: 5; Số lược mang: 20–24.

## Sinh thái học
Thức ăn của A. nigrofuscus là tảo, chủ yếu là tảo đỏ. Cá trưởng thành thường bơi theo từng nhóm nhỏ, nhưng có thể hợp thành đàn lớn ở nhiều nơi trong phạm vi phân bố; cá con có thể bắt gặp trong đàn của những loài cá khác.
Tuổi thọ cao nhất được ghi nhận ở A. nigrofuscus là 16 năm tuổi.

## Đánh bắt
A. nigrofuscus là một trong những loài cá thực phẩm được tiêu thụ ở nhiều nơi trong khu vực phân bố của chúng. Loài này cũng được nuôi làm cá cảnh, với giá bán trực tuyến dao động từ 30 đến 80 USD một con tùy theo kích cỡ.